# Hans Wocke
Hans Wocke era un diseñador de aviones alemán, capturado por los soviéticos al fin de la Segunda Guerra Mundial, diseño algunos aviones para ellos antes de devolverse a Alemania.

## Desarrollo
Fue el desarrollador jefe de IFM durante la Segunda Guerra Mundial. Uno de los principales trabajos de Wocke fue el desarrollo del diseño del ala invertida de los Junkers Ju 287 en el otoño de 1942. 
Wocke fue enviado a Moscú en 1946, junto con Brunolf Baade y proyectó la serie desde el EF 131 al EF 150 allí. En 1954 regresó Wocke a la República Democrática Alemana, para trasladarse desde ahí a Alemania Occidental poco después y unirse a Hamburger Flugzeugbau (HFB) como su principal diseñador. 
En Hamburgo, Wocke concluyó su labor sobre el jet de negocios HFB-320, cuyas alas eran arrastrados hacia adelante, un diseño de Wocke, transferido desde el  Junkers Ju 287 ,pero en la década de 1960.